# 藤子不二雄Aデジタルセレクション
- 藤子不二雄（全集など） > 藤子不二雄Ⓐ > 藤子不二雄Ⓐデジタルセレクション

〈藤子不二雄Ⓐデジタルセレクション〉は、藤子不二雄Ⓐ（安孫子素雄）の漫画を集めた電子書籍シリーズ。小学館刊。藤子不二雄Ⓐ生誕80周年（2014年3月10日で満80歳）を記念して、2014年〜2015年に刊行された。「セレクション」という語句が入っているが、全集・藤子不二雄Ⓐランド全巻（149冊）を含む215冊が刊行されているため、2023年時点で「最も充実した藤子不二雄Ⓐ全集」と呼べるシリーズになっている。

## 概要
出版社の垣根を超えたシリーズ
全集・藤子不二雄Ⓐランド全巻を底本とした149冊に、他の複数の出版社の単行本66冊を加えた215冊が刊行済である。
大量のデジタル複製原画
半数以上の巻に巻末特別付録として「デジタル複製原画」が新たに収録されている。これは当時の原稿をそのままスキャンしたもので、鉛筆の手書き文字、インクの細かな濃淡、枠外の書き込み指示等が確認できる貴重な資料となっている。中には、フキダシ内に書かれた安孫子の手書き文字が確認できるものもある。「40頁以上」「複数話を丸ごと収録」等の場合もあるなど収録分量は多く、頁制限のない電子書籍ならではの付録だといえる。
統一感のある装丁
本シリーズのために新たにデザインされた統一感のあるデジタル装丁が、全巻に施されている。一部のタイトルは全巻が同じ装画だが、巻数表示が大きいため違いを認識しやすい。
各作品固有のタイトルロゴデザイン
ほぼ全作品で、固有のタイトルロゴデザイン（連載時または過去の単行本化の際に使用されたもの、またはそれに近いもの）が使用されている。
カラーページ
底本となった単行本のカラーページは、そのままカラーで再現されている。ただしタイトルによっては、単行本の冒頭に収録されているカラー口絵等が省かれている。
未収録作品
全集と同等以上の数の作品が収録されているが、完全収録を目標に編集された藤子・F・不二雄大全集と比較すると、未収録作品の数は多い。特に1950〜60年代の初期作品、1970年に多数連載された大人向け漫画の多くが未収録となっている。藤本との合作の中では『名犬タンタン』『ジロキチ』等の分担割合が高いものが未収録となっている。以下に、一部の作品の収録状況を記す。
- てんとう虫コミックスの『忍者ハットリくん』に収録された複数の作品が、本シリーズの『新忍者ハットリくん』では未収録となっている（『忍者ハットリくん+パーマン』など）。
- 『ミス・ドラキュラ』はブッキングから完全版全7巻が刊行されているが、本シリーズの底本は奇想天外社全4巻である。
- 『愛たずねびと』は復刊ドットコムから完全版が刊行されているが、本シリーズの底本は小学館セブンコミックスである（1エピソードが未収録）。
- 『さすらいくん』は中央公論社から全4巻が刊行されているが、本シリーズは1巻のみである。
- 『プリンスデモキン』の単行本は2巻までしか出版されていないが、さらに6巻分を出版できる分量の未収録回が存在する。

## 年譜
2014年1月
電子書籍販売サイト「eBookJapan」を運営する株式会社イーブックイニシアティブジャパンが、本シリーズの刊行をプレスリリース。34タイトル、183冊の刊行を発表。
2015年
14タイトル、32冊を追加刊行。

## 作品
- ★印が付いた作品は安孫子と藤本の合作。
- 1987年以前の作品は藤子不二雄名義で発表。

凡例
- # - 初出順に並べた際の通し番号
- DS発売年 - デジタルセレクションで発売された年
- 底本
  - FFAL - 藤子不二雄Ⓐランド（ブッキング刊）
  - FFLSP - F.F.ランド・スペシャル（中央公論社刊）
  - 出版社名 - その出版社から刊行された単行本
- 巻末特別付録
  - 0 - なし
  - 0以外 - その巻に巻末特別付録あり

| #  | 初出年 | 書名                          | 巻数 | 併録、収録作品、備考                                                                        | DS発売年 | 底本         | 巻末特別付録                    |
| -- | ------ | ----------------------------- | ---- | ------------------------------------------------------------------------------------------- | -------- | ------------ | ------------------------------- |
| 1  | 1959   | 怪人二十面相                  | 2    |                                                                                             | 2014     | FFAL         | 0                               |
| 2  | 1960   | シルバー・クロス              | 6    | 【併録】ガラスの目／0の戦士（6巻）                                                          | 2014     | FFAL         | 1-6                             |
| 3  | 1962   | ビッグ・１                    | 2    | 【併録】銀河船長                                                                            | 2014     | FFAL         | 1                               |
| 4  | 1962   | くまんばち作戦                | 1    | 【併録】潜水艦シュルケン号の暴動／南部戦線異常あり／砂漠の牙／海抜六千米の恐怖★／鉄拳の怒り | 2014     | FFAL         | 1                               |
| 5  | 1963   | きえる快速車★                 | 2    | 【併録】第十番惑星（1巻）、火星ダイヤ／トランクキッド（2巻）                                | 2014     | FFAL         | 0                               |
| 6  | 1963   | シスコン王子                  | 1    | 【併録】ロケット・ボーイ／白魔きたる                                                        | 2014     | FFAL         | 0                               |
| 7  | 1964   | わかとの★                     | 3    | 連載中に『サンスケ』から改題して主役交代。                                                  | 2014     | FFAL         | 1, 3                            |
| 8  | 1964   | フータくん                    | 7    |                                                                                             | 2014     | FFAL         | 1-5                             |
| 9  | 1964   | 忍者ハットリくん              | 4    |                                                                                             | 2014     | FFAL         | 1-4                             |
| 10 | 1964   | スリーＺメン                  | 2    |                                                                                             | 2014     | FFAL         | 1, 2                            |
| 11 | 1965   | 怪物くん                      | 21   |                                                                                             | 2014     | FFAL         | 1-4, 13, 14, 16, 17, 19, 21     |
| 12 | 1967   | 怪人わかとの                  | 1    |                                                                                             | 2014     | FFAL         | 1                               |
| 13 | 1968   | 藤子不二雄Aのブラックユーモア | 2    | 短編集。1巻の副題は『黒イせぇるすまん』。 2巻の副題は『無邪気な賭博師』。                   | 2014     | 小学館       | 1                               |
| 14 | 1968   | 笑ゥせぇるすまん              | 5    | 1989年に『黒ィせぇるすまん』から改題。                                                      | 2014     | 中央公論社   | 1                               |
| 15 | 1968   | ビリ犬                        | 1    | 【併録】ビリ犬なんでも商会                                                                  | 2014     | FFAL         | 1                               |
| 16 | 1969   | 黒ベエ                        | 3    |                                                                                             | 2014     | FFAL         | 1                               |
| 17 | 1969   | 仮面太郎                      | 1    |                                                                                             | 2014     | FFAL         | 1                               |
| 18 | 1970   | まんが道                      | 25   |                                                                                             | 2014     | FFAL/FFLSP   | 2-5, 7, 9-11, 13-15, 17, 19, 22 |
| 19 | 1970   | ブラック作品傑作集            | 1    | 【収録作品】夢魔子／喝揚丸ユスリ商会／番外社員                                              | 2015     |              | 1                               |
| 20 | 1970   | 劇画 毛沢東伝                 | 1    |                                                                                             | 2015     | 実業之日本社 | 1                               |
| 21 | 1971   | マボロシ変太夫                | 2    |                                                                                             | 2014     | FFAL         | 1, 2                            |
| 22 | 1971   | 無名くん                      | 2    | 通常連載作品に加え『劇画 無名くん』を各巻に1本ずつ収録。 【併録】パーマンGOLF（1巻、2巻）   | 2015     | リイド社     | 0                               |
| 23 | 1972   | 魔太郎がくる!!                | 14   | 【併録】恐怖探偵局（14巻）                                                                  | 2014     | FFAL         | 1-4, 7, 8                       |
| 24 | 1973   | 戯れ男 戯れ師                 | 1    |                                                                                             | 2015     |              | 0                               |
| 25 | 1973   | 愛ぬすびと                    | 1    |                                                                                             | 2014     | 中央公論社   | 1                               |
| 26 | 1973   | さすらいくん                  | 1    |                                                                                             | 2015     | 中央公論社   | 0                               |
| 27 | 1974   | プロゴルファー猿              | 22   |                                                                                             | 2014     | FFAL         | 1,2,5,7,8,11-13,16,17,20-22     |
| 28 | 1974   | 愛たずねびと                  | 1    |                                                                                             | 2014     | 小学館       | 1                               |
| 29 | 1975   | オヤジ坊太郎                  | 2    |                                                                                             | 2014     | FFAL         | 0                               |
| 30 | 1975   | ミス・ドラキュラ              | 4    |                                                                                             | 2015     | 奇想天外社   | 0                               |
| 31 | 1976   | ブラック商会変奇郎            | 6    |                                                                                             | 2014     | FFAL         | 1, 3, 5                         |
| 32 | 1978   | 少年時代                      | 5    |                                                                                             | 2014     | FFAL         | 1, 2, 4                         |
| 33 | 1981   | 新忍者ハットリくん            | 8    |                                                                                             | 2014     | FFAL         | 1-8                             |
| 34 | 1982   | フータくんNOW!                | 1    |                                                                                             | 2014     | FFAL         | 1                               |
| 35 | 1982   | 新プロゴルファー猿            | 9    |                                                                                             | 2014     | FFAL         | 4-6                             |
| 36 | 1983   | 夢トンネル                    | 1    |                                                                                             | 2015     | 小学館       | 1                               |
| 37 | 1984   | ウルトラB                     | 11   | 【併録】元祖ウルトラB★（4巻）                                                               | 2015     | FFLSP        | 0                               |
| 38 | 1988   | タカモリが走る                | 2    |                                                                                             | 2015     | FFLSP        | 1, 2                            |
| 39 | 1989   | パラソルヘンべえ              | 2    |                                                                                             | 2015     | 講談社       | 1, 2                            |
| 40 | 1989   | 愛…しりそめし頃に…            | 12   | 『まんが道』の続編。併録多数。                                                              | 2014     | 小学館       | 1-12                            |
| 41 | 1991   | プリンスデモキン              | 2    | 『怪物くん』のスピンオフ。                                                                  | 2015     | 学習研究社   | 1, 2                            |
| 42 | 1991   | 憂夢                          | 3    |                                                                                             | 2014     | 小学館       | 0                               |
| 43 | 1993   | ワールド漂流記                | 1    |                                                                                             | 2015     | 小学館       | 1                               |
| 44 | 1994   | 切人がきた!!                  | 1    | 『魔太郎がくる!!』のスピンオフ。                                                            | 2015     | 集英社       | 1                               |
| 45 | 1996   | 帰ッテキタせぇるすまん        | 2    | 『笑ゥせぇるすまん』の続編。                                                                | 2014     | 実業之日本社 | 1, 2                            |
| 46 | 1997   | 喪黒福次郎の仕事              | 1    | 『笑ゥせぇるすまん』のスピンオフ。                                                          | 2014     |              | 1                               |
| 47 | 1998   | ホア〜!!小池さん              | 2    |                                                                                             | 2015     | 小池書院     | 1, 2                            |
| 48 | 1998   | サル                          | 5    | 『プロゴルファー猿』の続編。                                                                | 2014     | 小学館       | 1, 3-5                          |

### 併録など
併録作品と、作品名が書名に入っていない収録作品（短編集を除く）は下記の通り。
| #  | 初出年 | 併録・収録作品のタイトル                     | 単行本のタイトル   | 収録巻 | 備考                                                   |
| -- | ------ | -------------------------------------------- | ------------------ | ------ | ------------------------------------------------------ |
| 1  | 1962   | ガラスの目                                   | シルバー・クロス   | 6      | 原題：ガラスの眼                                       |
| 2  | 1964   | 0の戦士                                      | シルバー・クロス   | 6      |                                                        |
| 3  | 1961   | 銀河船長                                     | ビッグ・１         |        |                                                        |
| 4  | 1961   | 潜水艦シュルケン号の暴動                     | くまんばち作戦     |        |                                                        |
| 5  | 1954   | 南部戦線異常あり                             | くまんばち作戦     |        |                                                        |
| 6  | 1954   | 砂漠の牙                                     | くまんばち作戦     |        |                                                        |
| 7  | 1954   | 海抜六千米の恐怖★                            | くまんばち作戦     |        |                                                        |
| 8  | 1954   | 鉄拳の怒り                                   | くまんばち作戦     |        |                                                        |
| 9  | 1957   | 第十番惑星                                   | きえる快速車       | 1      |                                                        |
| 10 | 1957   | 火星ダイヤ                                   | きえる快速車       | 2      |                                                        |
| 11 | 1966   | トランクキッド                               | きえる快速車       | 2      |                                                        |
| 12 | 1957   | ロケット・ボーイ                             | シスコン王子       |        |                                                        |
| 13 | 1958   | 白魔きたる                                   | シスコン王子       |        |                                                        |
| 14 | 1989   | ビリ犬なんでも商会                           | ビリ犬             |        |                                                        |
| 15 | 1970   | 夢魔子                                       | ブラック作品傑作集 |        |                                                        |
| 16 | 1973   | 喝揚丸ユスリ商会                             | ブラック作品傑作集 |        |                                                        |
| 17 | 1973   | 番外社員                                     | ブラック作品傑作集 |        |                                                        |
| 18 | 1973   | 劇画 無名くん「香港の二つの顔」              | 無名くん           | 1      |                                                        |
| 19 | 1975   | パーマンGOLF「イギリスの巻①②」               | 無名くん           | 1      |                                                        |
| 20 | 1975   | パーマンGOLF「メキシコの巻」                 | 無名くん           | 1      |                                                        |
| 21 | 1975   | パーマンGOLF「オーストラリアの巻」           | 無名くん           | 1      |                                                        |
| 22 | 1975   | パーマンGOLF「ハワイの巻①②③」                | 無名くん           | 1      |                                                        |
| 23 | 1973   | 劇画 無名くん「マカオの二つの顔」            | 無名くん           | 2      |                                                        |
| 24 | 1975   | パーマンGOLF「花の中年4人組ゴルフ旅①②」      | 無名くん           | 2      |                                                        |
| 25 | 1975   | パーマンGOLF「パーマンの夢と現実の実力差!!」 | 無名くん           | 2      |                                                        |
| 26 | 1963   | 恐怖探偵局                                   | 魔太郎がくる!!     | 14     | 「カラス人間」「ミミズク人間」「魔人の顔」を収録       |
| 27 | 1965   | 元祖ウルトラB★                               | ウルトラB          | 4      | 原題：ウルトラB そのとき三発!                          |
| 28 | 1957   | ロケットくん                                 | 愛…しりそめし頃に… | 1      | 『ぼくら』1957年7月号付録                              |
| 29 | 1956   | ロケットくん「宇宙線爆弾事件の巻」           | 愛…しりそめし頃に… | 2      | 『ぼくら』1957年お正月号                               |
| 30 | 1996   | さらば 友よ                                  | 愛…しりそめし頃に… | 2      |                                                        |
| 31 | 1961   | ロンリーガン                                 | 愛…しりそめし頃に… | 4      |                                                        |
| 32 | 1963   | 恐怖探偵局「ミミズク人間（前編）」           | 愛…しりそめし頃に… | 7      |                                                        |
| 33 | 1963   | 恐怖探偵局「ミミズク人間（後編）」           | 愛…しりそめし頃に… | 8      |                                                        |
| 34 | 1964   | ザ・ハンター                                 | 愛…しりそめし頃に… | 10     | 原題：どれい狩り                                       |
| 35 | 1972   | 負けてたまるか 松平康隆                      | 愛…しりそめし頃に… | 11     |                                                        |
| 36 | 1981   | トキワ荘青春日記アルバム                     | 愛…しりそめし頃に… | 12     | 『藤子スタジオ漫画マガジン Q』8号（1981年12月1日発行） |
| 37 | 1982   | トキワ荘青春日記アルバムII                   | 愛…しりそめし頃に… | 12     | 『藤子スタジオ漫画マガジン Q』9号（1982年12月1日発行） |
| 38 | 2005   | 日本と僕が生まれ変わった日                   | 愛…しりそめし頃に… | 12     |                                                        |

### 藤子不二雄Ⓐのその他の電子書籍
本シリーズ（デジタルセレクション）に追加されていない藤子不二雄Ⓐの電子書籍を記す。
漫画
| # | 初出年 | 書名                    | 巻数 | 併録                 | 出版年 | 電子書籍 出版年 |
| - | ------ | ----------------------- | ---- | -------------------- | ------ | --------------- |
| 1 | 1956   | 宇宙少年団 ロケットくん | 2    |                      | 2013   | 2018            |
| 2 | 1957   | 巨人の復讐              | 1    | はやぶさ号西へ行く   | 2014   | 2018            |
| 3 | 1957   | わが名はXくん           | 3    | マスクのXくん（3巻） | 2018   | 2018            |

日記／エッセイ／インタビュー等
| # | 初出年 | 書名                                              | 巻数 | 備考                                                                         | 出版年     | 電子書籍 出版年 |
| - | ------ | ------------------------------------------------- | ---- | ---------------------------------------------------------------------------- | ---------- | --------------- |
| 1 | 1981   | トキワ荘青春日記+まんが道                         | 1    | 日記。『まんが道』の1頁を挿絵として掲載。                                    | 2022       | 2022            |
| 2 | 2007   | 藤子不二雄Ⓐ＆西原理恵子の人生ことわざ面白“漫”辞典 | 2    | 藤子Ⓐのエッセイと西原のイラスト。                                            | 2018, 2022 | 2018, 2022      |
| 3 | 2012   | 夢追い漫画家60年 いつも明日見て……                 | 1    | インタビュー。                                                               | 2013       | 2013            |
| 4 | 2014   | @ll 藤子不二雄Ⓐ ～藤子不二雄Ⓐを読む。～           | 1    | 作品紹介。カラーイラスト、漫画（一部）の再録。各種インタビュー。全作品一覧。 | 2014       | 2018            |

### 藤本との合作の電子書籍
本シリーズ（デジタルセレクション）に追加されていない安孫子と藤本の合作の電子書籍を記す。
てんとう虫コミックス
- オバケのQ太郎★ - 全12巻。2015年発行。「藤子・F・不二雄 藤子不二雄Ⓐ」名義。12巻に「Qちゃんすごろく」を収録。
- 新オバケのQ太郎★ - 全4巻。2018年発行。1988年の独立後は「藤子・F・不二雄」単独名義となったが、安孫子も一部のキャラクターの作画を担当している合作。
- パーマン★ - 全7巻。2016年発行。1988年の独立後は「藤子・F・不二雄」単独名義となったが、1966年連載開始版は安孫子も一部のキャラクターの作画を担当している合作（てんとう虫コミックスの5巻と6巻の収録作品はすべて1983年連載開始版なので、安孫子の作画部分はない）。

藤子・F・不二雄大全集
安孫子が藤本と執筆した合作が多数収録されている。
- UTOPIA 最後の世界大戦★
- バラとゆびわ★
- 星の子カロル★
- 恐怖のウラン島★
- 海の王子★
- オバケのQ太郎★／新オバケのQ太郎★
- ベレーのしんちゃん★
- てぶくろてっちゃん（1966）★
- パーマン（旧）★
- チンタラ神ちゃん★
- 仙べえ★

### 紙書籍
本シリーズ（デジタルセレクション）に含まれていない内容を閲覧できる紙書籍の一部を記す。
藤子不二雄ランド
藤子不二雄Ⓐランドで削除されたため本シリーズ（デジタルセレクション）には収録されなかった下記の作品を読むことができる。その他、描き換え前の状態を閲覧できる。
- 怪物くん「アフリカ珍道中」
- 新怪物くん「帰ってきた怪物くんと疫病神ドブネズラ」
- 藤子不二雄まんがスクール（原題：チャンピオンマンガ科）
- 十手の十一
- アニマル世界をゆく!!
- ゼロ戦タンク
- ゼンダ城の虜
- トキワ荘物語
- ドタバタ王子
- ハリケーン・ロックの決闘
- ロケットくん「ゴルゴンの巻」（電子書籍『ロケットくん』にも収録）

復刻名作漫画シリーズ（小学館クリエイティブ）
- シルバークロス 新編集版 - 全3巻。2014年発行。未収録エピソードを100頁以上収録。発表順に編集。別冊付録のカラー表紙を再現した扉絵集を収録。
- まんが道 新装版 - 全10巻。2023年発行。雑誌掲載時のカラーページ、単行本未収録扉、著名人によるエッセイを収録。

### その他の作品
- 藤子不二雄の読切一覧 - デジタルセレクションに収録されていない作品を多数確認できる。
- 藤子不二雄の連載一覧 - 同上。